# Niklas Pries
Niklas Pries (* 1987 in Henstedt-Ulzburg) ist ein deutscher Schauspieler.

## Leben
Sein Filmdebüt feierte Pries 1996 im Fernsehfilm Zwei Leben hat die Liebe. Es folgten 1997 Besetzungen in einer Episode der Fernsehserie Neues vom Süderhof und in dem Pilotfilm Küstenwache zur gleichnamigen Fernsehserie. Von 1998 bis 2004 verkörperte Pries die Rolle des Niklas Hartung in der Kinderserie Die Kinder vom Alstertal. In der NDR-Fernsehproduktion war er in insgesamt 41 der 52 Episoden zu sehen. 2000 wirkte er in einer Episode der Fernsehserie Die Rettungsflieger mit. 2003 war er im Polizeiruf 110 Pech und Schwefel zu sehen. Letztmals trat er 2005 in einer Episode der Fernsehserie Der Landarzt auf. Seine jüngere Schwester Elisa Pries ist ebenfalls schauspielerisch tätig.

## Filmografie
- 1996: Zwei Leben hat die Liebe (Fernsehfilm)
- 1997: Neues vom Süderhof (Fernsehserie, Episode 4x05)
- 1997: Küstenwache (Fernsehfilm)
- 1998–2004: Die Kinder vom Alstertal (Fernsehserie, 41 Episoden)
- 2000: Die Rettungsflieger (Fernsehserie, Episode 4x02)
- 2003: Polizeiruf 110: Pech und Schwefel (Fernsehreihe)
- 2005: Der Landarzt (Fernsehserie, Episode 14x01)